# Engenharia de reabilitação
Engenharia de Reabilitação é a profissão ou actividade orientada para a aplicação da ciência e da tecnologia na melhoria da qualidade de vida das pessoas com necessidades especiais, nomeadamente pessoas com deficiência e idosos. Envolve a Funcionalidade Humana, a Acessibilidade e a aplicação de qualquer tipo de tecnologia. 

## Explicação
Segundo a Organização Mundial da Saúde, a Funcionalidade Humana  diz respeito a estruturas e funções do corpo bem como a actividades e  participação na sociedade. Desta forma, algumas áreas da Engenharia de Reabilitação têm como foco as funções da visão, audição, comunicação, cognição e mobilidade, bem como  actividades da vida diária, educação, trabalho, recreação, lazer, desporto, entre outras que promovam a inclusão e participação na sociedade.
A Acessibilidade e as Tecnologias são factores externos que permitem aumentar a Funcionalidade Humana. Desta forma, a Engenharia de Reabilitação tem um papel relevante no desenvolvimento da acessibilidade de ambientes, produtos e serviços, para que estes possam ser utilizados com facilidade por qualquer pessoa, independentemente das suas capacidades ou limitações, bem como dos contextos de utilização. Podem ser exemplos: o acesso e utilização de um edifício, um transporte público ou privado, uma bicicleta, um telemóvel, uma página Web, um software educativo, um terminal de uso público ou um equipamento de saúde. Na verdade, tudo o que é criado para ser usado por pessoas.
A tecnologia é desenvolvida para melhorar a qualidade de vida das pessoas em geral. Na vida de pessoas com necessidades especiais, pode ainda significar a possibilidade de realizar atividades que de outra forma seriam impossíveis ou  muito difíceis de executar de forma independente. Significa, por isso, que em determinadas circunstâncias, qualquer tecnologia poderá desempenhar um papel de  Tecnologia de apoio (português europeu) ou Tecnologia assistiva (português brasileiro) e diminuir a incapacidade. Para além da tecnologia geral, há produtos de apoio que são concebidos especificamente para pessoas com deficiência, estando na sua esmagadora maioria classificados pela Organização Internacional de Normalização, sendo a versão mais recente a ISO 9999:2022 .

## Tecnologias da Especialidade
As bases de dados de produtos de apoio estão classificadas segundo a classificação ISO 9999, embora com versões diferentes. É caso do Catálogo Nacional de Produtos de Apoio, em Portugal (ISO 9999:2007) e da EASTIN - Rede de informação europeia sobre tecnologia para a deficiência e autonomia  (ISO 9999:2016). A versão de 2016 organiza os produtos de apoio em 12 classes, entre as quais estão as Ortóteses e Próteses, Produtos de Apoio para a Mobilidade, Treino de capacidades, Cuidados Pessoais, Adaptação de habitações, Comunicação e Informação, Emprego e Formação Profissional, Recreação, entre outras. A classificação ISO dos produtos de apoio pode ser usada também para identificar algumas áreas tecnológicas especializadas da Engenharia de Reabilitação.

## Actividades de Engenharia de Reabilitação
A Engenharia de Reabilitação é uma actividade de natureza multidisciplinar que envolve não só actos e princípios das ciências da engenharia, como também das ciências de reabilitação. Contudo, está especialmente vocacionada para a concepção, desenvolvimento e produção, adaptação, manutenção, avaliação e consultoria nos domínios das Tecnologias de Apoio e da Acessibilidade.
Habitualmente, os profissionais desta área desenvolvem a sua atividade em quatro grandes domínios: a) Prestação de Serviços de Tecnologias de Apoio; b) Consultoria e Avaliação de Acessibilidade; c) Ensino, Investigação e Desenvolvimento; d) Inovação, Produção, Comercialização e Marketing.

## Antecedentes históricos
O conceito de Engenharia de Reabilitação começou a ser utilizado há mais de 40 anos nos EUA para identificar e planear o desenvolvimento de soluções tecnológicas para pessoas com deficiência ou incapacidade, como comprova o relatório intitulado “Rehabilitation Engineering - A Plan for Continued Progress” ,  publicado em Abril de 1971, pela Academia Nacional de Ciências. É nessa altura que o conceito começa a tomar forma, sendo consagrado na Lei da Reabilitação, em 1973, com a seguinte definição: 
Engenharia de Reabilitação é a aplicação sistemática das ciências da engenharia para projectar, desenvolver, adaptar, testar, avaliar, aplicar e distribuir soluções tecnológicas para os problemas com que se confrontam as pessoas com incapacidade em áreas funcionais como a mobilidade, comunicação, audição, visão e cognição e em actividades associadas ao emprego, vida independente, educação e integração na comunidade.
Em Portugal, a Engenharia de Reabilitação começou a ter visibilidade através do trabalho do Engenheiro Jaime Filipe, no âmbito do Centro de Inovação para Deficientes (CIDEF), criado em 1974.

## Associações Científicas e Técnicas
Muitos dos profissionais de Engenharia de Reabilitação integram associações científicas e técnicas de natureza multidisciplinar, com interesse comum no domínio das Tecnologias de Apoio e da Acessibilidade. São exemplos a RESNA - Rehabilitation Engineering and Assistive Technology Society of North America,  a RESJA - Rehabilitation Engineering Society of JAPAN , a AAATE - Association for the Advancement of Assistive Technology in Europe , a  ARATA – Australian Rehabilitation & Assistive Technology Association, a Asociación Iberoamericana de Tecnologías de Apoyo a la Discapacidad   e a SUPERA – Sociedade Portuguesa de Engenharia de Reabilitação, Tecnologias de Apoio e Acessibilidade .

## Formação
Há registos de estudos das competências básicas e especificas necessárias para a actividade profissional em Engenharia de Reabilitação desde 1978, no seio da divisão de Engenharia Biomédica da Sociedade Americana para a Educação em Engenharia . Este estudo coincide com o período de lançamento dos primeiros mestrados de Engenharia Biomédica com especialização ou concentração em Engenharia de Reabilitação: em 1978 na Universidade de Dundee – Escócia e em 1979 na Universidade de Virgínia – EUA.
O funcionamento de cursos superiores com atribuição de graus académicos em Engenharia de Reabilitação (ou Engenharia de Tecnologia Assistiva) é ainda pouco frequente, tendo presença num número muito reduzido de países, entre os quais: EUA, Canadá, Brasil, Portugal, Espanha, França, Reino Unido, Áustria, República Checa, Suécia, Japão e Coreia do Sul.. Muitas destas formações são descontinuadas num espaço de uma década, não sendo fácil o registo e o seguimento das mesmas.  
Muitos profissionais de Engenharia de Reabilitação desenvolveram as suas competências nesta área por outras vias, formais ou informais, seja em ambiente de trabalho, em cursos de tecnologias de apoio ou de engenharia com algum nível de formação nesta especialidade. É frequente considerar-se a Engenharia de Reabilitação como uma especialidade da Engenharia Biomédica, principalmente no que diz respeito à área da Saúde, pelo que, alguns destes cursos contemplam nos seus planos de estudo formação nesta área ou matérias afins (Biomateriais, Biomecânica). 
Os profissionais de Ortoprotesia também partilham formação académica e objectivos comuns aos de Engenharia de Reabilitação, sendo especializados nas tecnologias de Ortóteses e Próteses.

## Ligações Externas
- SUPERA - Sociedade Portuguesa de Engenharia de Reabilitação, Tecnologias de Apoio e Acessibilidade
- Núcleos de Pesquisa em Tecnologia Assistiva no Brasil
- Rehabilitation Engineering Research Centers (RERC)